# Kirner Nahewinkel
Der Kirner Nahewinkel bildet als Naturraum den äußersten Nordwesten des Nordpfälzer Berglands, der, vom Ort Hoppstädten (Landkreis Kusel) im Süden abgesehen, außerhalb der Pfalz in den Landkreisen Birkenfeld und Bad Kreuznach in Rheinland-Pfalz liegt. Er besteht in der Hauptsache aus dem rechtsseitigen Einzugsgebiet der Nahe von unterhalb der Mündung des Bollenbachs bei Nahbollenbach bis oberhalb der Mündung des Glan bei Staudernheim und erstreckt sich von Idar-Oberstein westlich außerhalb über Kirn im Nordwesten und südlich Bad Sobernheims im Nordosten bis Sien im Süden. Das Kirner Nahetal im Nordwesten nimmt 27,9 km² ein, das sich daran südöstlich anschließende Bergland aus Sien-Lauschieder Höhenzug und Becherbach-Reidenbacher Gründen 153,2 km². Nach Nordosten schließt sich die 60,9 km² große Sobernheimer Talweitung an, in die auch die Bäche im Nordosten entwässern und die man auch noch zur Landschaft hinzurechnen könnte.

## Naturräumliche Gliederung
In der ersten Einteilung der Haupteinheit 193 im Handbuch der naturräumlichen Gliederung Deutschlands nebst Kartierung von 1954  hatte das Kirner Nahetal noch nicht dazu gehört, was sich jedoch mit der vorläufig endgültigen Karte von 1960 änderte. Die Sobernheimer Talweitung hingegen war auch 1960 noch dem „Unteren Naheland“ und damit dem Oberrheinischen Tiefland zugerechnet worden, in dessen Teillandschaft Unteres Nahehügelland sie heute nach Nordosten übergeht, und wurde erst im Jahr 1964, auf Blatt 150 Mainz, dem Saar-Nahe-Bergland zugeschlagen. Trotz ihrer geringen Größe erhielt sie den Status einer Haupteinheit (196), anstatt sie dem Nordpfälzer Bergland (193) zuzuschlagen, was wohl an der Eigenständigkeit dieser flachwelligeren Landschaft liegt, jedoch in Blatt Mainz nicht ausdrücklich begründet wird. Dadurch bedingt verfügt das Nordpfälzer Bergland nominell über zwei über Luftlinie knapp 14 km entfernte und durch rund 20 Nahe-km getrennte Talabschnitte der Nahe.
Der Kirner Nahewinkel gliedert sich wie folgt in Naturräume:
- (zu 19 Saar-Nahe-Bergland)
  - (zu 193 Nordpfälzer Bergland)
    - 193.0–11 Kirner Nahewinkel (181,1 km²)
      - 193.0 Kirner Nahetal (27,9 km²)
      - 193.10 Becherbach-Reidenbacher Gründe (88,2 km²; bis 495,6 m, im Inneren bis 452,7 m)
      - 193.11 Sien-Lauschieder Höhenrücken (65,0 km²; bis 462,1 m, im Inneren bis 434,7 m)[6]

    - 196 Sobernheimer Talweitung (60,9 km²)

## Kirner Nahetal
Das Kirner Nahetal ist das Tal der Nahe zwischen dem Gewerbepark Nahetal unmittelbar oberhalb der Mündung des Bollenbachs bei Nahbollenbach bis zur Talenge unterhalb von Simmertal. Das Tal verläuft bis zum Namensgeber Kirn etwa in nordnordöstliche Richtung, fortan etwa in ostnordöstliche Richtung und wird von der Bundesstraße 41 sowie von der Nahetalbahn begleitet. Es setzt das deutlich schmalere und windungsreiche Obersteiner Naheengtal weiter nach Nordosten fort

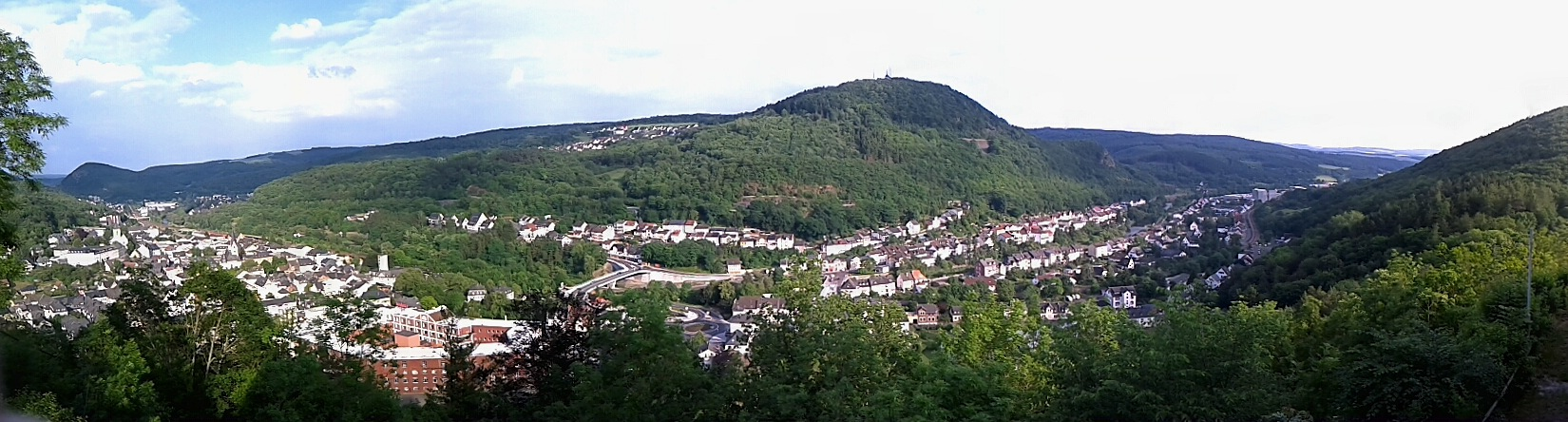
Das richtungsändernde Nahetal in Kirn von der Kyrburg aus gesehen mit Gauskopf und Siedlung Auf dem Loh (links darunter)

Die Nahe durchfließt nacheinander Nahbollenbach und Weierbach, beide seit der Verwaltungsreform 1969/70 (nordöstliche) Stadtteile von Idar-Oberstein, sowie linksseitig Fischbach, um den Landkreis Birkenfeld zu verlassen und den Landkreis Bad Kreuznach zu betreten. Das rechtsseitige Tal erreicht nunmehr den Nordwesten von Bärenbach mit der Burg Naumburg, linksseitig liegt das Tal bereits auf Kirner Stadtgebiet, wo sich bald Kirnsulzbach anschließt, bis die Kernstadt Kirns beide Seiten einnimmt; auf der linken Talseite ragt die Kyrburg empor. Nach dem Richtungswinkel in Kirn durchfließt die Nahe Hochstetten-Dhaun mit Hochstetten linksseitig und Hochstädten rechtsseitig; Schloß Dhaun liegt linksseitig bereits im Naturraum Simmerbachdurchbruch, aber nah der Nordflanke des Tals. Unmittelbar mit dem Simmertal wird linksseitig das Gebiet der Gemeinde Simmertal erreicht, nach deren Passieren das Kirner Nahetal durch eine Talenge endet und der Fluss fortan Ostsüdostrichtung aufnimmt.
Das Kirner Tal weist drei nennenswerte Talengen mit Durchbrüchen durch Porphyrit- und Melaphyrriegel auf. Die erste folgt unmittelbar auf die rechtsseitige Mündung des Reidenbachs am Niederreidenbacherhof. Die zweite liegt im Südwesten der Kernstadt Kirns zwischen dem rechtsseitigen Gauskopf und der linksseitigen Kyrburg; hier erfährt die Nahe ihren ersten großen Richtungswechsel von Nordost nach Ostnordost. Die dritte schließlich liegt unmittelbar unterhalb Kirns und der rechtsseitigen Mündung des Meckenbachs, an der Nordwestflanke des Hellbergs, und zwingt den Fluss zu einer nach Südosten offenen Schleife, nach der sich das Tal vor dem Ort Hochstetten wieder weitet. Die sogenannte Hellbergenge, die zusammen mit der am Gausberg den Kirner Talkessel abschließt, führt zu einem Kältestau im Letzteren. Dieser bewirkt immerhin, dass der wärmeliebende Nahe-Weinbau am Fluss exakt in Hochstädten nach Westen endet. In der Hellbergenge fehlt dem Fluss die holozäne Talsohle, die ansonsten im Kirner Nahetal durchgängig vorhanden ist.
Die Nahe legt während des Durchlaufs des Kirner Nahetals erheblich an Wasser zu – woran freilich der 15,614 km² des Idarsteiner Winterhauchs entwässernde Bollenbach und die anderen rechtsseitigen, aus den Becherbach-Reidenbacher Gründen kommenden Bäche (s. u.)  kaum Anteil haben, wohl aber die großen Hunsrückflüsse. Entwässerte die Nahe bis vor dem Bollenbach noch 567,089 km² Einzugsgebiet, so kommen allein durch den bei Fischbach mündenden Fischbach 97,614 km², durch den in Kirn mündenden Hahnenbach 268,273 km² und den in Simmertal mündenden Simmerbach 395,061 km² hinzu, wodurch die Nahe bis Eintritt in die Sobernheimer Talweitung bereits 1468,507 km² entwässert und sich mehr als verdoppelt hat.

## Sobernheimer Talweitung
Die ganz im Landkreis Bad Kreuznach liegende, nach der zentralen Stadt Bad Sobernheim benannte Sobernheimer Talweitung ist die Talweitung der Nahe ab ihrem Richtungswechsel in Richtung Ostsüdost unmittelbar oberhalb Martinsteins bis zur Mündung des Glan, einer kurzen Aufnahme von dessen Nordnordostrichtung und dem Passieren einer Talenge unmittelbar unterhalb von Boos. Wie auch das Kirner Nahetal (s. o.), das sie fortsetzt, wird auch die Sobernheimer Talweitung von der Bundesstraße 41 sowie von der Nahetalbahn begleitet.

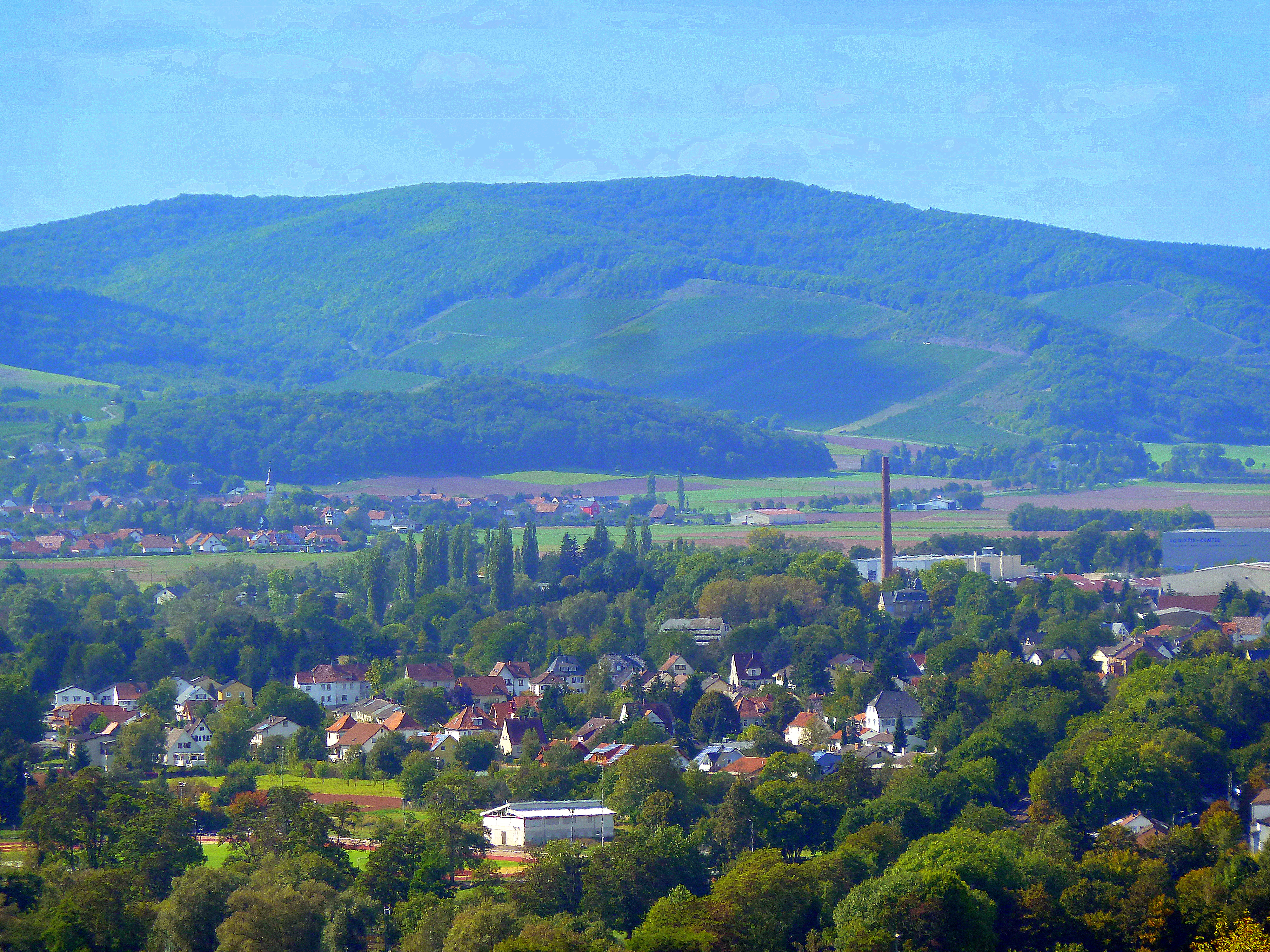
Blick auf die Sobernheimer Talweitung mit Sobernheim und Meddersheim (links dahinter), im Hintergrund der Talrand mit dem Küppchen

Die Nahe passiert linksseitig Martinstein und Weiler bei Monzingen, rechtsseitig folgt sogleich Merxheim, linksseitig in etwas Abstand dann Monzingen und, etwas höher als der Fluss gelegen, Nußbaum. Auf der rechten Naheseite folgt Meddersheim, bis schließlich beidseitig Bad Sobernheim erreicht wird. Am nördlichen (linken) Talrand liegt der Stadtteil Dörndich in zweieinhalb Kilometern Entfernung zum Fluss, während südlich des Kernstadtgebiets die Nahe dicht an den steileren südlichen Talrand rückt und nur wenig Siedlungsfläche rechts der Nahe lässt. Nach dem Passieren von Staudernheim mündet, rechtsseitig z. T. auf Odernheimer Gebiet, der Glan, dessen Nordnordostrichtung aufgenommen wird, wobei der Fluss wieder eng am rechtsseitigen Steilrand entlang läuft. Zwischen Staudernheim und dem linksseitigen Boos wird, bedingt durch die Richtungsänderung, der höher am nördlichen Talrand gelegene Ort Oberstreit von der Nahe in etwa konstanter Entfernung von knapp zwei Kilometern von Süden bis Osten bogenförmig gerahmt. Der Ort Waldböckelheim liegt nordöstlich knapp außerhalb der Talweitung, hat jedoch unbesiedelte Flächenanteile an ihr.
Während die B 41 das Kernstadtgebiet von Bad Sobernheim durch eine Richtungsänderung von Ostsüdost nach Nordost meidet bzw. nordwestlich flankiert und die Talweitung über Waldböckelheim nach Nordosten ins bereits zum Oberrheinischen Tiefland gezählte Untere Nahehügelland verlässt, um bald autobahnähnlich zu werden, folgt die Nahetalbahn dem Fluss weiter durch seine Durchbruchstäler ins Porphyrbergland von Münster am Stein in Richtung Bad Münster am Stein.
Die Nahe, die im Kirner Nahetal ihr Einzugsgebiet durch die großen Hunsrückflüsse bereits auf 1468,507 km² mehr als verdoppelt hatte, erweitert bis zur Glanmündung dieses u. a. durch den linksseitig, aus Richtung Soonwald kommenden, 44,576 km² entwässernden und nach dem Durchfließen von Monzingen mündenden Gaulsbach auf 1608,978 km². Mit den 1220,446 km² des Glan und ein paar Kleinstbächen werden bis zum Austritt aus der Talweitung daraus dann 2836,801 km², was einer nochmaligen Verdopplung entspricht.

## Sien-Lauschieder Höhenrücken und Becherbach-Reidenbacher Gründe
Blatt 150 Mainz teilt das nach Nordwesten durch das Kirner Nahetal und nach Nordosten durch die Sobernheimer Talweitung begrenzte Bergland auf in den etwas weniger Fläche einnehmenden, von Sien nach Lauschied verlaufenden Sien-Lauschieder Höhenzug an der Wasserscheide zwischen Nahe und Glan im Südosten und die Becherbach-Reidenbacher Gründe, die sich von dort nach Nordwesten zum Kirner Nahetal ziehen. Diese Einteilung ist, insbesondere namentlich, etwas irreführend, als die Becherbach-Reidenbacher Gründe im Maximum höhere Höhen erreichen als der Sien-Lauschieder Höhenzug und die Übergänge zwischen beiden um Limbach auch recht fließend sind. Im Wortsinne zutreffend wäre die Bezeichnung Becherbach-Reidenbacher Gründe nur für den Westteil der Landschaft, wo die nach Nordwesten gerichteten Unterläufe auffällig dicht beieinander liegen und in vielen Dörfern besiedelt sind. Die Riedel überragen hier die Bachtäler um bis zu 200 m (Bärenbach in Bärenbach: 220 m, Riedel östlich davon: 425,6 m).
Die höchsten Höhen werden am Südwestrand der Landschaft erreicht. Der Kresselkopf überragt mit 495,6 m das sich südwestlich anschließende Bollenbachtal bei Kirchenbollenbach um rund 175 m, bleibt aber andererseits deutlich unterhalb der Höhe des sich dahinter anschließenden Obersteiner Winterhauchs, der in nur 3 km südwestlicher Entfernung, am Mahlbergskopf, exakt 100 m mehr erreicht. Bemerkenswerterweise kommen alle Bollenbach-Zuflüsse linksseitig vom Winterhauch, was die Naturraumgrenze hier sehr deutlich nach jenseits dessen Tals verlegt.
Am Südwestrand des nominellen Sien-Lauschieder Höhenrückens werden zwischen den Quellen von Bärenbach und Großbach immerhin noch 462 m erreicht, indes existiert hier keine geomorphologisch markante Außengrenze zur reliefarmen, in nächster Nachbarschaft ähnliche Höhen erreichenden Baumholder Platte. Im Inneren der Landschaft werden an der Limbacher Höhe (nominell Becherbach-Reidenbacher Gründe) 452,7 m südlich und am Oderborner Kopf (nominell Sien-Lauschieder Höhenrücken) nördlich Limbachs 434,7 m erreicht.

### Fließgewässer und Orte
Zwischen Kirn und dem Eintritt in die Sobernheimer Talweitung oberhalb Martinsteins ändert die Nahe ihre hunsrückparallele Nordostrichtung in Ostnordost, um dann in der Sobernheimer Talweitung Ostsüdostrichtung anzunehmen. In etwa senkrecht dazu verlaufen entsprechend die ins Kirner Nahetal fließenden Bäche ungefähr nach Nordwesten, die der Talweitung zufließenden eher nach Nordosten. Die an der Südostseite des Naturraumes entspringenden Bäche verlassen ihn wiederum in etwa nach Südosten über den Jeckenbach zum Glan.
Folgende Fließgewässer entwässern den Naturraum zur Nahe (naheabwärts geordnet, in Klammern Länge und Einzugsgebiet) mit bachabwärts folgenden Orten:
- Mündung ins Kirner Nahetal (gelistete Bäche haben insgesamt 90 km² EZG):
  - Schnorrenbach (2,809 km, 2,391 km²) → Mündung in Weierbach (Idar-Oberstein)
  - Dickesbach (4,515 km, 5,648 km²) → Dickesbach; Mündung unterhalb Weierbachs
  - Reidenbach (7,868 km, 11,913 km²) → Oberreidenbach, Mittelreidenbach;  Mündung gegenüber von Fischbach
  - Bärenbach (11,875 km, 20,78 km²) → Sienhachenbach, Schmidthachenbach, Bärenbach; Mündung oberhalb gegenüber von Kirnsulzbach
  - Großbach (15,192 km, 41,848 km²) → Sien, Otzweiler, Becherbach, Heimweiler; Mündung  zwischen Kirnsulzbach und Kirn
    - Limbach (von rechts in Heimweiler; 7,046 km, 11,938 km²) → Limbach

  - Auf der Wasserscheide nah Kirn → Siedlung Auf dem Loh am Gauskopf auf 285 bis 335 m
  - Meckenbach (4,825 km, 7,431 km²) → Meckenbach; Mündung zwischen Kirn und gegenüber Hochstettens, an das sich naheabwärts und ebenfalls links der Nahe Simmertal anschließt
- Mündung in die Sobernheimer Talweitung (insgesamt 47 km², davon jeweils ein nicht geringer Teil in der Talweitung):
  - Aresbach (3,222 km, 2,557 km²) → Mündung unterhalb gegenüber Martinsteins
  - Albach (5,503 km, 8,213 km²) →  Mündung nach dem Passieren von Merxheim
  - Altenberger Bach (6,047 km, 8,852 km²) → Kirschroth; Mündung nach dem Passieren von Meddersheim
  - Hottenbach (6,402 km, 13,765 km²) → (Mündung nahe Bad Sobernheim)
    - an rechtsseitigen Zuflüssen → Bärweiler (Auerbach) und Lauschied (Quelle des Lauschieder Bachs zum Auerbach auf rund 300 m)

  - Schlossgraben (1,3 km, 3,101 km²)
  - Grundbach (5,707 km, 10,159 km²), nur wenig Anteil am Naturraum → OT Hühnerhof im EZG; Abtweiler (bereits Meisenheimer Höhen, aber grenznah); Mündung in Staudernheim
- Mündung in den Jeckenbach und damit Einzugsgebiet des Glan (jeckenbachabwärts; alle mit nur wenig Anteil am Naturraum):
  - Deslocher Bach (1,67 km, über Sickelbach 2,756 km, 5,822 km²; nur Quelle des Sickelbachs im Naturraum)
  - Hundsbach (2,959 km, 6,357 km²) → Quelle in Hundsbach auf rund 350 m
  - Asbach (5,531 km, 13,226 km²) → Schweinschied (bereits Meisenheimer Höhen, aber grenznah)
  - Perlebach (5,706 km, 7,37 km²) → Hoppstädten
  - Huschbach (2,372 km, 3,67 km²)

Die Aufstellung zeigt, dass rund 60 % der 153,2 km² Mittelgebirgsfläche des Naturraums (ohne Nahetäler) zum Kirner Nahetal entwässert und die große Mehrheit der Orte des Naturraums an diesen Bächen liegen.
Die Bachläufe bis einschließlich des Bärenbachs liegen im Landkreis Birkenfeld, die ab dem Großbach im Landkreis Bad Kreuznach, mit folgenden Ausnahmen:
- Sien am Oberlauf des Großbachs liegt im Kreis Birkenfeld
- Becherbach am Unterlauf des Bärenbachs liegt im Kreis Kreuznach
- Hoppstädten am Perlebach-Oberlauf im äußersten Süden liegt im Landkreis Kusel

Im Kirner Nahetal verläuft die Kreisgrenze zwischen Fischbach und Kirnsulzbach.

### Verkehr
Die Dörfer des nur schwach zertalten Sien-Lauschieder Höhenrückens sind durch ein enges Netz aus Kreis- und Landesstraßen miteinander verbunden. Dies ist, bedingt durch die hohe Reliefenergie, in den tief eingeschnittenen Tälern der Becherbach-Reidenbacher Gründe anders. Es gibt in der Regel nur eine Querverbindung zwischen zwei benachbarten Bachtälern.
Die Bundesstraße 270 durchläuft das Reidenbachtal bachaufwärts bis Oberreidenbach, quert das obere Bärenbachtal bei Sienhachenbach und das obere Großbachtal in Sien, um schließlich, außerhalb des Naturraums, das Jeckenbachtal bei Langweiler zu queren und über das Tal des Grumbachs mit Grumbach in Lauterecken auf die B 420 zu stoßen, die dem Lauf des Glan folgt. Über das Großbachtal verläuft die Landesstraße 182, die in Sien auf die B 270 stößt; den Tälern des Dickesbachs bis Dickesbach und des Bärenbachs bis Schmidthachenbach folgen Kreisstraßen, ebenso dem Limbach. Zwischen den Unterläufen dieser Bäche verlaufen nur zwischen Dickesbach und Mittelreidenbach (314,6 m → 365 m → 262,7 m), zwischen Oberreidenbach und Schmidthachenbach (302,6 m → 345 m → 252,8 m) sowie von dort weiter nach Becherbach (→ 340 m → 255 m) und schließlich nach Limbach (→ 348,5 m → 308,1 m) Kreis- oder Nebenstraßen als Querverbindung, welche an den Hängen der Riedel oft in Serpentinen verlaufen.
Die Kirner Siedlung Auf dem Loh am Gauskopf sowie Meckenbach am Meckenbach, beide an der Nordflanke des Berglands, sind nur über in Serpentinen geschwungene Sackgassen vom Kirner Nahetal aus erreichbar, von denen die Straße Auf dem Loh als Ortsstraße bis 340 m Höhe führt und die Kreisstraße nach Meckenbach auf 268,5 m als solche endet und durch die Hauptstraße nur bis knapp 300 m Höhe verlängert wird. Auch die parallel zum Altenberger Bach verlaufende Kreisstraße von Meddersheim in der Sobernheimer Talweitung nach Kirschroth endet unmittelbar im Ort auf 261,4 m Höhe und wird nur durch eine bis 370,0 m hoch führende Straße geringerer Ordnung in Richtung Limbach verlängert.

## Berge
Folgende Berge – sortiert nach Höhe in Meter (m) über Normalhöhennull (NHN), nachstehend der Naturraum (^: Berg ist in der Karte eingezeichnet) – liegen im Kirner Nahewinkel oder in unmittelbarer Nähe dazu auf den südöstlich angrenzenden Meisenheimer Höhen (193.12):
- Kresselkopf^ (495,6 m) – Becherbach-Reidenbacher Gründe (südwestliche Nahtstelle zum Obersteiner Winterhauch, 194.10, Prims-Nahe-Bergland; nördlich von Kirchenbollenbach)
- Gerhardsberg (am Westgipfel[9] 462,1 m, Hauptgipfel 457,9 m) – Sien-Lauschieder Höhenrücken (westlicher Randberg zur Baumholder Platte, 194.11, Prims-Nahe-Bergland, 2,6 km südwestlich von Sien)
- Limbacher Höhe^ (452,7 m) – Becherbach-Reidenbacher Gründe (Nordosten davon, nördlich von Limbach)
- Oderborner Kopf^ (434,7 m) – Sien-Lauschieder Höhenrücken (westlich von Hundsbach)
- Stich^ (425,6 m) – Becherbach-Reidenbacher Gründe (östlich von Bärenbach)
- Küppchen^ (417,6 m) – Becherbach-Reidenbacher Gründe (Nordnordostsporn der Limbacher Höhe zum Rand der Sobernheimer Talweitung; nördlich von Kirschroth)
- Ringberg (gut 400 m)[4] – Sien-Lauschieder Höhenrücken (dort südöstlicher Randberg, nordwestlich von Schweinschied; mit NSG Ringberg am Südhang)
- Atzelsberg (387,3 m) – Meisenheimer Höhen (nordwestlicher Randberg, nordwestlich von Langweiler; NSG Atzels-Berg und Brecher-Berg)
- Gauskopf^ (386,1 m) – Becherbach-Reidenbacher Gründe (nördlicher Randberg davon vor der Nahe; südlich von Kirn)
- Hellberg^ (365,4 m) – Becherbach-Reidenbacher Gründe (nördlicher Randberg davon vor der Nahe östlich von Kirn)
- Brecheberg (362,9 m) – Meisenheimer Höhen (nordöstlich von Langweiler; NSG Atzels-Berg und Brecher-Berg)
- Lauschieder Höhe (346,2 m)[4][10] – Sien-Lauschieder Höhenrücken (nordwestlich von Hühnerhof)
- Nauenberg (337,4 m) mit Nordnordostsporn Mühlenberg – Becherbach-Reidenbacher Gründe (Mühlenberg ist nördlicher Randsporn und südwestliche Talengenrandhöhe; südsüdöstlich bis ostnordöstlich von Hochstädten)
- Kyrburg (ca. 300 m) – Kirner Nahetal (westlich von Kirn)
- Flachsberg (298,0 m) – Sobernheimer Talweitung (nordwestlicher Randberg und nordöstliche Talengenrandhöhe, Südsporn der 2,5 km weiter nördlich 443,3 m erreichenden Seesbach-Spabrücker Hochfläche in der Soonwald-Vorstufe; nordnordwestlich von Martinstein)
- Schloßberg (243 m) – Kirner Nahetal (Nordwesten von Bärenbach; Burg Naumburg)

## Geologie
Geologisch unterscheidet sich der Kirner Winkel deutlich von den sich südöstlich anschließenden Glan-Alsenz-Höhen (193.12–16). Während in den Letzteren das Rotliegend der Nahe-Subgruppe vorherrscht, wechselt das Gestein am Sien-Lauschieder Höhenzug zur Nahe-Subgruppe – welche ansonsten erst wieder in der südöstlich 25 km entfernten Kaiserstraßensenke und im östlichen Bürgerwald südwestlich bis nordöstlich des Donnersbergs auftritt und sich, über die Grenzen des hiesigen Naturraums hinweg, nach Südwesten noch bis in den Obersteiner Winterhauch und nach Nordosten, jenseits der Sobernheimer Talweitung, in der Soonwald-Vorstufe (Haupteinheit 195) bis zum 437,7 m hohen Gauchswald zieht. Randlich finden sich im Grenzgebiet auch inselartig etwas ältere, bis ins Karbon reichende Rotliegend-Gesteine, während Lauschied noch knapp auf der Nahe-Formation steht. Der Großbach-Unterlauf fließt auf Sedimenten des Holozän, die von welchen des Pleistozän flankiert werden, die anderen nach Nordwesten gerichteten Unterläufe sind ebenfalls von Sedimenten des Pleistozän umsäumt; in der Sobernheimer Weitung ist der Pleistozän-Saum auffallend breit, während er im Kirner Nahetal komplett fehlt.